# Дудік Артем Ростиславович
Арте́м Ростисла́вович Ду́дік (нар. 2 січня 1997, Камінь-Каширський, Україна) — український футболіст, правий вінгер. Виступав за молодіжну збірну України.

## Життєпис
Вихованець ДЮСШ луцької «Волині», у якій займався із 6-річного віку разом з Олександром Чепелюком, Юрієм Романюком та Юрієм Тетеренком у тренера Миколи Кльоца. Із 2010 по 2014 рік провів у чемпіонаті ДЮФЛУ 70 матчів, забивши 46 голів. 24 липня 2013 року дебютував у юнацькій (U-19) команді «хрестоносців» у поєдинку з одеським «Чорноморцем». За молодіжну (U-21) команду дебютував 9 серпня того ж року в матчі проти харківського «Металіста».
2 березня 2016 року дебютував в основному складі «Волині» в домашній грі 1/4 фіналу Кубка України проти луганської «Зорі», замінивши на 74-й хвилині Олега Гуменюка, а вже 6 березня дебютував у Прем'єр-лізі у виїзному матчі проти харківського «Металіста», замінивши на 46-й хвилині Романа Никитюка. Перший гол за «Волинь» забив 3 квітня на 91-й хвилині домашньої гри проти одеського «Чорноморця», установивши остаточний рахунок зустрічі — 1:1. 28 вересня 2016 року стало відомо, що Дудіком та його партнером по «Волині» Ярославом Дедою зацікавився донецький «Шахтар».
22 жовтня того ж 2016 року забив свій другий гол за «Волинь» у Прем'єр-лізі на 55-й хвилині домашнього поєдинку проти дніпровського «Дніпра» після передачі від Андрія Ляшенка, який був першим на м'ячі після того, як його сильно вибив голкіпер луцької команди Андрій Марчук. За підсумками цього туру Артем був уключений до символічної збірної за версією порталу «UA-Футбол». А вже наступного туру, 29 жовтня 2016 року, забив свій третій гол за «хрестоносців» на 25-й хвилині виїзного матчу в Сумах проти донецького «Олімпіка».
Влітку 2017 року, після того, як луцький клуб вилетів з Прем'єр-ліги, перейшов у донецький «Шахтар», де виступав виключно за резервну команду, в якій за півтора роки забив 8 голів у 32 матчах.
3 червня 2019 року підписав орендну угоду строком на один рік з білоруським клубом «Слуцьк». Відіграв за цю команду один рік. Зіграв 27 матчів, забив 4 голи, після чого 13 січня 2020 року був орендований «Маріуполем» до кінця сезону 2019/20, зігравши за цей час за приазовців лише один матч у Прем'єр-лізі та один — у кубку.
У серпні 2020 року підписав дворічну угоду з клубом «Сандеція» з другого за рівнем польського дивізіону.
20 серпня 2022 року став гравцем харківського «Металіста 1925».
У 2023 році виїхав з України та 3 березня став гравцем аматорського клубу «Барич» (Сулув) — середняка групи «Схід Нижньої Силезії» п'ятого дивізіону чемпіонату Польщі.

### Збірна України
На початку листопада 2016 року вперше був викликаний Олександром Головком до лав молодіжної збірної України, але невдовзі залишив розташування команди.

## Статистика
Статистичні дані наведено станом на 1 червня 2017 року
| Клуб     | Ліга         | Сезон   | Чемпіонат | Чемпіонат | Кубок | Кубок | U-21 | U-21 |
| Клуб     | Ліга         | Сезон   | Ігри      | Голи      | Ігри  | Голи  | Ігри | Голи |
| -------- | ------------ | ------- | --------- | --------- | ----- | ----- | ---- | ---- |
| «Волинь» | Прем'єр-ліга | 2013/14 |           |           |       |       | 4    | 0    |
| «Волинь» | Прем'єр-ліга | 2014/15 |           |           |       |       | 15   | 2    |
| «Волинь» | Прем'єр-ліга | 2015/16 | 4         | 1         | 2     | 0     | 18   | 4    |
| «Волинь» | Прем'єр-ліга | 2016/17 | 24        | 3         | 2     | 0     | 5    | 0    |

## Родина
Молодший брат Артема також займався футболом в ДЮФШ «Волині».